# US Super Tour w biegach narciarskich 2019/2020
US Super Tour w biegach narciarskich 2019/2020 to kolejna edycja tego cyklu zawodów. Rywalizacja rozpoczęła się 14 grudnia 2019 r. w amerykańskim Lake Creek Nordic Center, a zakończyła się 22 lutego 2020 r. w amerykańskim Cable-Hayward.
W poprzednim sezonie tego cyklu najlepsi byli Amerykanie: wśród kobiet Julia Kern, a wśród mężczyzn Kyle Bratrud.

## Kalendarz i wyniki

### Kobiety
| Lp. | Data             | Miejscowość               | Dystans                            | 1. miejsce           | 2. miejsce          | 3. miejsce           |
| --- | ---------------- | ------------------------- | ---------------------------------- | -------------------- | ------------------- | -------------------- |
| 1.  | 14 grudnia 2019  | Lake Creek Nordic Center  | Sprint s. klasycznym               | Katharine Ogden      | Sydney Palmer-Leger | Kaitlynn Miller      |
| 2.  | 15 grudnia 2019  | Lake Creek Nordic Center  | 10 km s. dowolnym                  | Riitta-Liisa Roponen | Katharine Ogden     | Sydney Palmer-Leger  |
| 3.  | 24 stycznia 2020 | Craftsbury Outdoor Center | Sprint s. klasycznym               | Ida Sargent          | Kaitlynn Miller     | Katherine Ogden      |
| 4.  | 25 stycznia 2020 | Craftsbury Outdoor Center | 5 km s. dowolnym                   | Caitlin Gregg        | Erika Flowers       | Sophia Laukli        |
| 5.  | 26 stycznia 2020 | Craftsbury Outdoor Center | 10 km s. klasycznym (start masowy) | Katharine Ogden      | Kaitlynn Miller     | Andrée-Anne Théberge |
| 6.  | 16 lutego 2020   | Theodore Wirth Park, MN   | Sprint s. dowolnym                 | Becca Rorabaugh      | Erika Flowers       | Anna Pryce           |
| 7.  | 17 lutego 2020   | Theodore Wirth Park, MN   | 5 km s. klasycznym                 | Kaitlynn Miller      | Becca Rorabaugh     | Elizabeth Guiney     |
| 8.  | 19 lutego 2020   | Cable-Hayward             | Sprint s. klasycznym               | Nichole Bathe        | Kaitlynn Miller     | Becca Rorabaugh      |

### Mężczyźni
| Lp. | Data             | Miejscowość               | Dystans                            | 1. miejsce          | 2. miejsce            | 3. miejsce       |
| --- | ---------------- | ------------------------- | ---------------------------------- | ------------------- | --------------------- | ---------------- |
| 1.  | 14 grudnia 2019  | Lake Creek Nordic Center  | Sprint s. klasycznym               | Tyler Kornfield     | Luke Jager            | Peter Holmes     |
| 2.  | 15 grudnia 2019  | Lake Creek Nordic Center  | 15 km s. dowolnym                  | Ian Torchia         | Bernhard Flaschberger | Johnny Hagenbuch |
| 3.  | 24 stycznia 2020 | Craftsbury Outdoor Center | Sprint s. klasycznym               | Benjamin Saxton     | Julian Smith          | Forrest Mahlen   |
| 4.  | 25 stycznia 2020 | Craftsbury Outdoor Center | 10 km s. dowolnym                  | Benjamin Lustgarten | Kyle Bratrud          | Zane Fields      |
| 5.  | 26 stycznia 2020 | Craftsbury Outdoor Center | 15 km s. klasycznym (start masowy) | Benjamin Lustgarten | Kyle Bratrud          | Hunter Wonders   |
| 6.  | 16 lutego 2020   | Theodore Wirth Park, MN   | Sprint s. dowolnym                 | Gus Schumacher      | Julian Smith          | Tyler Kornfield  |
| 7.  | 17 lutego 2020   | Theodore Wirth Park, MN   | 10 km s. klasycznym                | Adam Martin         | Gus Schumacher        | Ian Torchia      |
| 8.  | 19 lutego 2020   | Cable-Hayward             | Sprint s. klasycznym               | Gus Schumacher      | Tyler Kornfield       | Peter Holmes     |